# Едыфлер
Едыфле́р (также Едиэва, Семидворье, Тапшан-Гя, Гептаспития; укр. Єдифлер, крымскотат. Yedi Evler, Еди Эвлер) — маловодная река (балка) на юго-восточном берегу Крыма, на территории городского округа Алушта. Длина водотока 7,8 километра, площадь водосборного бассейна — 10,8 км².

## География
Исток реки находится на восточном склоне горы Демерджи. Гидролог Иван Мартынович Педдакас (сотрудник Головкинского), в 1930-х годах отмечал в верховье балки два источника, дебитом 60000 вёдер в сутки и в балке-притоке Шахман-Дере 18000 — вёдер (при этом, у реки, согласно справочнику «Поверхностные водные объекты Крыма», 12 притоков и все безымянные). Годовой расход воды учёный определял в 335 тыс. м³. Там же, в верховье ручья Едыфлер, или Топшан-Гя, находится региональный геологический памятник «Разрез средне-верхнеюрских отложений в урочище Тапшан-Гя (Едыфлер)», представляющий собой скальный уступ высотой 18 м. Во время многоводья с уступа стекает 18-метровый водопад, получивший название «Космос». Ниже по долине находится ещё один комплексный памятник природы местного значения — роща можжевельника высокого. Кроме упомянутого Педдакасом притока Шахман-Дере на совменных картах подписан правый приток-овраг Чакубан-Дере, хотя, возможно, это один и тот же водоток. В других источниках встречаются названия ещё нескольких впадающих в реку оврагов: Чакудан-Дере, Фындык-Дере, Агач-Дере и Хайназ-Дереси. В русле реки, по левому борту, известно несколько маломощных родников.
Едыфлер впадает в Чёрное море в селе Семидворье, водоохранная зона реки установлена в 50 м.